# Pitar pallescens
Pitar pallescens is een tweekleppigensoort uit de familie van de Veneridae. De wetenschappelijke naam van de soort is voor het eerst geldig gepubliceerd in 1835 door Broderip & G.B. Sowerby I.